# HTL-Strefa
HTL-STREFA – producent profesjonalnych nakłuwaczy bezpiecznych, lancetów personalnych oraz igieł do wstrzykiwania insuliny. Dostarcza swoje produkty firmom diagnostycznym na zasadach produkcji kontraktowej oraz poprzez własną sieć dystrybutorów, sprzedając je pod własną marką.
Spółkę założył w 2000 roku fizyk jądrowy Andrzej Czernecki. W listopadzie 2006 roku debiutowała na Giełdzie Papierów Wartościowych.
Pod koniec 2007 roku HTL-STREFA przejęła szwedzkiego konkurenta z branży – HaeMedic AB. Od grudnia 2009 spółka należy do EQT V – funduszu inwestycyjnego Grupy EQT, podmiotu typu private equity. Fundusz zapewnił sobie wcześniej przejęcie 77,76% udziałów w HTL-STREFIE, podpisując umowy z głównymi akcjonariuszami: prezesem Andrzejem Czerneckim (posiadał 39,79% akcji spółki), holenderską spółką Noryt (30,32%) i Wojciechem Wyszogrodzkim (7,74%).
W lutym 2010 HTL-STREFA stała się spółką nienotowaną na GPW i kontrolowaną przez Fundusz EQT. We wrześniu 2010 została wykluczona z obrotu giełdowego. 16 maja 2018 roku nabył ją włoski fundusz inwestycyjny Investindustrial i połączona z włoską firmą PIKDARE S.R.L.
HTL-STREFA posiada trzy zakłady produkcyjne w Polsce – w Ozorkowie, w Łęczycy i w Bydgoszczy, biuro sprzedaży i marketingu w Warszawie oraz oddział firmy w USA, który wspomaga obsługę amerykańskich klientów.